# Lodovico Rocca
Lodovico Rocca (* 29. November 1895 in Turin; † 24. Juni 1986 ebenda), auch Ròcca geschrieben, war ein italienischer Komponist.
Als Schüler von Giacomo Orefice schrieb er Opern im späten Verismo-Stil, die selten gespielt wurden. Bekannt sind die Werke Morte di Frine, In Terra di Leggenda, Monte Ivnor und L'Uragano. Il Dibuk war seine erfolgreichste Oper; das Libretto hierzu schrieb Renato Simoni. Es wurde am 24. März 1934 an der Mailänder Scala unter der Regie von Franco Ghione aufgeführt. Von 1940 bis 1966 war Lodovico Rocca Direktor des Staatlichen Conservatorio Giuseppe Verdi in Turin.